# Mezi řádky
Mezi řádky je americký dramatický film režiséra Richarda LaGravenese z roku 2007. Vypráví příběh studentů středoškolské třídy, jejichž životy se snaží změnit svým originálním pedagogickým přístupem učitelka Erin Gruwellová (Hilary Swanková). Snímek vznikl na základě skutečných událostí, které se v devadesátých letech 20. století odehrály ve třídě Erin Gruwellové na Woodrow Wilson Classical High School. Předlohou ke snímku byla kniha The Freedom Writers Diary, kterou Gruwellová spolu se svými studenty napsala.

## Obsazení
| Hilary Swanková      | Erin Gruwellová                     |
| Patrick Dempsey      | Scott Casey                         |
| Scott Glenn          | Steve Gruwell, otec Erin Gruwellové |
| Imelda Stauntonová   | Margaret Campbellová                |
| John Benjamin Hickey | Brian Gelford                       |
| April Lee Hernández  | Eva Benitezová                      |
| Mario                | Andre Bryant                        |
| Jason Finn           | Marcus                              |
| Cuba Gooding mladší  | muž v taxíku                        |
| Vanetta Smith        | Brandy Ross                         |
| Antonio Garcia       | Miguel                              |
| Jaclyn Ngan          | Sindy Ngor                          |
| Kristin Herrera      | Gloria Munezová                     |
| Gabriel Chavarria    | Tito                                |
| Hunter Parrish       | Ben Samuels                         |
| Giovonnie Samuels    | Victoria                            |
| Deance Wyatt         | Jamal Hill                          |
| Sergio Montalvo      | Alejandro Santiago                  |
| Robert Wisdom        | Dr. Carl Cohn                       |
| Will Morales         | Paco                                |
| Pat Carroll          | Miep Giesová                        |

## Kritika
Na internetovém agregátoru filmových recenzí Rotten Tomatoes film obdržel 124 recenzí, z toho 69 % pozitivních. Kritici, jejichž recenze web použil, se shodli, že se jedná o „poctivý, nicméně konvenční příspěvek do žánru filmů o učitelích v městském prostředí, s energickou Hilary Swankovou v čele působivě hrajících neznámých herců a hereček“.